# Bernard Heimans Catz

Belgische reclameposter voor Catz-elixer (Eugene Burnand, 1896)

Bernhard Heimans Catz, ook wel Bernhard Cohen Catz genoemd, (Nieuwe Pekela, 7 september 1789 - Groningen, 23 november 1887) was een Nederlandse destillateur.

## Biografie
Catz was een zoon de apotheker en drogist Heiman Cohen Catz en Feike Berends. Hij was eerst gehuwd met Serlina Lazarus van Leenen uit Appingedam en daarna met Mietje Salomons van Coevorden, dochter van de collecteur en rentenier Salomon Izaks van Coevorden en Frouwke Salomons van Praagh uit Groningen. 
In 1873 kreeg hij van de gemeente Nieuwe Pekela vergunning voor het oprichten van een stookplaats op het perceel kadastraal bekend, gemeente Nieuwe Pekela, sectie A, nr. 1073. Hij werd bekend van het vervaardigen van de vermaarde Catz-elixers en verkocht sterkedranken. Onder de naam Catz en Zoon van Pekela behaalde het bedrijf tal van internationale onderscheidingen en ereprijzen. Verder handelde hij in specerijen.
In het maatschappelijk leven zorgde hij voor goed joods godsdienstonderwijs in zijn woonplaats. Catz behoorde tot de notabelen in Nieuwe Pekela en was daar een gewaardeerd lid van de dorpsgemeenschap. Hij verhuisde later naar Groningen en bouwde zijn bedrijf met behulp van zijn zonen aanzienlijk uit.